# Christian Selin
Christian Selin (* 16. Januar 1976 in Lohja) ist ein ehemaliger finnischer Bahn- und Straßenradrennfahrer.
Christian Selin gewann 1993 auf der Bahn das 1000-m-Zeitfahren der Junioren bei der Nordisk Mesterskab. Im nächsten Jahr war er bei der Nordisk Mesterskab in der Einerverfolgung der Junioren erfolgreich. Auf der Straße wurde Selin 1995 finnischer Meister im Einzelzeitfahren. 1996 wurde er nationaler Meister in der Mannschaftsverfolgung und im Kriterium. Im nächsten Jahr fuhr er für das belgische Radsportteam RDM-Asfra. Ab dem Jahr 2000 fuhr Selin für die Mannschaft Flanders-Prefetex, wo er in seinem ersten Jahr zum zweiten Mal finnischer Zeitfahrmeister wurde und 2001 gewann er den Meistertitel im Straßenrennen.

## Erfolge – Straße
1995
- Finnischer Meister – Einzelzeitfahren

1996
- Finnischer Meister – Kriterium

2000
- Finnischer Meister – Einzelzeitfahren

2001
- Finnischer Meister – Straßenrennen

## Erfolge – Bahn
1996
- Finnischer Meister – Mannschaftsverfolgung (mit Jukka Heinikainen)

## Teams
- 1997 RDM-Asfra

- 2000 Flanders-Prefetex
- 2001 Flanders-Prefetex